# Arwium
Arwium de Kish fue el duodécimo rey sumerio de la primera dinastía de Kish (después de ca. 2900 BC), según la Lista Real Sumeria. Fue hijo y sucesor de Mashda.